# Divisione No. 6 (Terranova e Labrador)
La Divisione No. 6 è una divisione censuaria di Terranova e Labrador, Canada di 36.208 abitanti.

## Comunità
- Città

Appleton, Badger, Bishop's Falls, Botwood, Buchans, Gander, Glenwood, Grand Falls-Windsor, Millertown, Norris Arm, Northern Arm, Peterview